# Słowianobułgarska historia

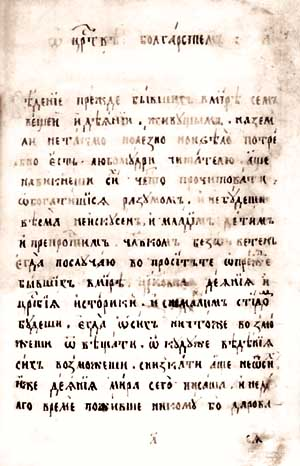
Strona z „Historii Sławianobułgarskiej”

Słowianobułgarska historia (bułg. współczesny История славянобългарска) to pierwsze dzieło bułgarskiej historiografii, napisane przez Paisjusza Chilendarskiego w klasztorze Zografu przed rokiem 1762. Jako pierwszy przepisał ją w 1765 Sofroniusz Wraczanski.

## O „Historii”
„Słowianobułgarska historia” jest uważana za ważny czynnik w procesie kształtowania się bułgarskiej świadomości narodowej. W ciągu długich lat niewoli tureckiej Bułgarzy w znacznym stopniu utracili poczucie przynależności do wspólnoty narodowej. Dla większości z nich ojczyzna ograniczała się do rodzinnego miasta lub rodzinnej wsi. Bułgarzy mieli wielką historię, wielkich cesarzy, lecz na ogół niewiele wiedzieli o swojej przeszłości. W 1985 bułgarskie służby specjalne przeprowadziły operację pod kryptonimem „Maraton”, w ramach której agenci udający turystów ukradli oryginał rękopisu z klasztoru Zograf w Grecji, podmieniając go bardzo starannie przygotowaną kopią. Oryginał został w poczcie dyplomatycznej przetransportowany do Bułgarii. Informację o kradzieży upubliczniono w 1992 roku. Mimo silnego lobby na rzecz pozostawienia oryginału w Bułgarii prezydent Petyr Stojanow podjął decyzję o zwrocie rękopisu, który ostatecznie powrócił do klasztoru w 1998.

## Struktura i szczegóły dzieła
Kompozycyjnie „Historia” składa się z czterech części: dwóch przedmów, części zasadniczej, w której przedstawione są wydarzenia historyczne oraz informacje o słowiańskich nauczycielach i bułgarskich świętych, i posłowia.
Pierwsza przedmowa – „Korzyści z historii”. W tej części zawarta jest przepisana cudza historia. Zwraca się uwagę na pragnącego wiedzy czytelnika oraz określa się historię jako źródło wiedzy i nadziei.
Druga przedmowa – „Do tych, którzy pragną przeczytać i usłyszeć to co napisane w tej historii”. Druga część to twórczość własna Paisija. Zwraca się do całego narodu bułgarskiego, chwaląc patriotów i krytykując tych, którzy odwrócili się od ojczyzny. Porównuje Bułgarów i Greków i wskazuje wartościowość prostoty i dobroduszności tych pierwszych. Czyni to poprzez analogie do apostołów.
Część zasadnicza – Jest to kompilacja dzieł różnych historyków: Mauro Orbiniego („Słowiańskie cesarstwo”), Cezarego Baroniusza („Dzieje kościoła”), kronikarzy bizantyjskich. Ta część składa się z siedmiu rozdziałów, w których przedstawione są opowieści świętych i pierwszych słowiańskich nauczycieli o bułgarskich i serbskich carach. Pochwała narodu bułgarskiego zawiera się nie w dokładności przedstawionych wydarzeń, lecz w takim ich doborze, by podkreślić waleczność i wyższość duchową Bułgarów.
Posłowie – To jest najkrótsza część dzieła, która zawiera dane o autorze, cel napisania „Słowianobułgarskiej historii” i podaje źródła informacji.

## Charakterystyka gatunkowa
„Słowianobułgarska historia” jest dziełem, w którym przeplatają się elementy historii, autobiografii i publicystyki. W tym tekście można odnaleźć cechy średniowieczne i renesansowe. Ku tym pierwszym można przypisać to, że Paisij przedstawia historię Bułgarów od Adama i Ewy, przepisuje inne teksty oraz często nawiązuje do Biblii. Pojawiają się jednak także pewne cechy, które były nietypowe i nowatorskie w dotychczasowej literaturze bułgarskiej. Jedną z nich jest podkreślenia osoby autora jako twórcy całego dzieła. Paisij posługuje się językiem, który w odbiega od oficjalnego języka cerkiewnosłowiańskiego, używanego dotychczas w piśmiennictwie bułgarskim. Stara się pisać językiem łatwiejszym do zrozumienia dla mniej wykształconych czytelników, zawierając w tekście własne przemyślenia na temat potrzeby uświadamiania narodowego Bułgarów. Autor przeciwstawia Bułgarów Grekom i Serbom, podkreślając pozytywne cechy tych pierwszych. Czyni to, by podnieść samoocenę narodu bułgarskiego.
Dzieło zostało przełożone na język polski przez Franciszka Korwin-Szymanowskiego i wydane pod tytułem „Słowianobułgarska historia”. Przekład ukazał się w Warszawie, w roku 1981 z okazji przypadającej wówczas 1300. rocznicy powstania państwa bułgarskiego.